# Мех (фильм)
«Мех» (англ. Fur: An Imaginary Portrait of Diane Arbus, 2006) — американский художественный фильм режиссёра Стивена Шейнберга, биографическая драма, повествующая о жизни Дианы Арбус в период начала её самостоятельной работы как фотографа. По словам создателей картины, фильм представляет собой не традиционное жизнеописание, а фантазию, основанную на предположении о том, что «могло заставить 35-летнюю женщину и мать оставить свою комфортабельную жизнь ради поиска самой себя в творчестве, которое, вероятно, не каждый сможет принять и понять»
.

## Сюжет
Картина является вольной экранизацией романа-биографии о Диане Арбюс, написанного Патришей Босуорт, рассказывающей о периоде творчества этой женщины-фотографа начиная с 1960-х годов, когда её шокирующие работы, запечатлевавшие человеческие уродства физического свойства, потрясли мир фотографии, и заканчивая её самоубийством в 1971 году (Арбюс вскрыла себе вены). Фильм, по словам его режиссёра, не фокусируется на подробностях жизни Арбюс, а ставит целью освещение самого важного момента её биографии — на принятии решения уйти от съёмок со своим мужем, чтобы фотографировать самой.
К такому шагу её подталкивает загадочный персонаж (его играет Роберт Дауни-младший), скрывающий своё лицо за маской. Арбюс чувствует в себе непреодолимую тягу к этому человеку-монстру, покрытому с ног до головы густым мехом, и обнаруживает, что видит в его уродстве покоряющую её красоту.

## В ролях
| Актёр                | Роль        |
| -------------------- | ----------- |
| Николь Кидман        | Диана Арбюс |
| Роберт Дауни-младший | Лайонел     |
| Джейн Александер     | Гертруда    |
| Тай Баррелл          | Аллан Арбюс |
| Эмми Кларк           | Грейс Арбюс |

## Интересные факты
- Изначально на роль Дианы Арбюс претендовала британская актриса Саманта Мортон.
- Съёмки фильма стартовали в мае 2005 года.
- Официально фильм был впервые показан публике 5 сентября 2006 года на кинофестивале в Теллуриде. Европейская премьера картины состоится на вновь учреждённом Римском кинофестивале.
- Первые отзывы кинокритиков, видевших картину, сводятся к тому, что «Мех» оказался очень необычным и вызывающим в своей смелости фильмом, затрагивающим рискованные темы тяги к уродству.
- Ограниченный прокат фильма в США начался 10 ноября 2006 года.